# Podgórze (městská část)
Podgórze (polsky Dzielnica XIII Podgórze) je třináctá městská část Krakova, položená na pravém (jižním) břehu řeky Visly. K 31. prosinci 2007 zde žilo 63 569 obyvatel. Rozloha městské části činí 2456,4 ha.
Patří do ní tyto čtvrti:
- Łutnia
- Mateczny
- Płaszów
- Podgórze
- Przewóz
- Rybitwy
- Zabłocie

### Externí odkazy

Městská část Podgórze od roku 1990